# ニシキヤッコ
ニシキヤッコ (学名:Pygoplites diacanthus)は、スズキ目キンチャクダイ科の海水魚。ニシキヤッコ属は単型。インド太平洋の熱帯域に分布し、全長25 cmまで成長する。

## 分類
1772 年にオランダの博物学者であるPieter Boddaertによって記載され、18世紀から19世紀にかけて動物学の主題となっていた。

## 形態

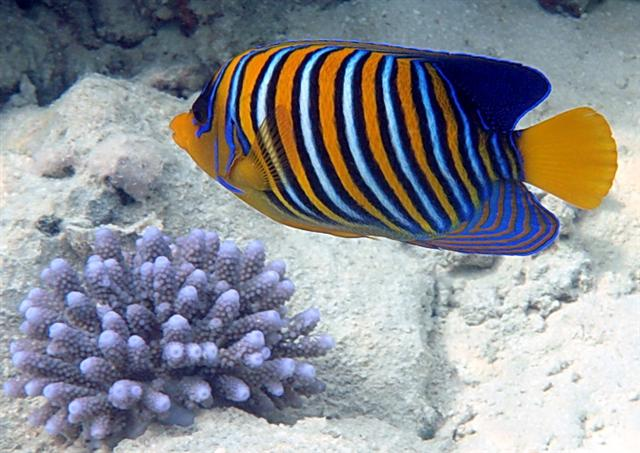
インド洋産

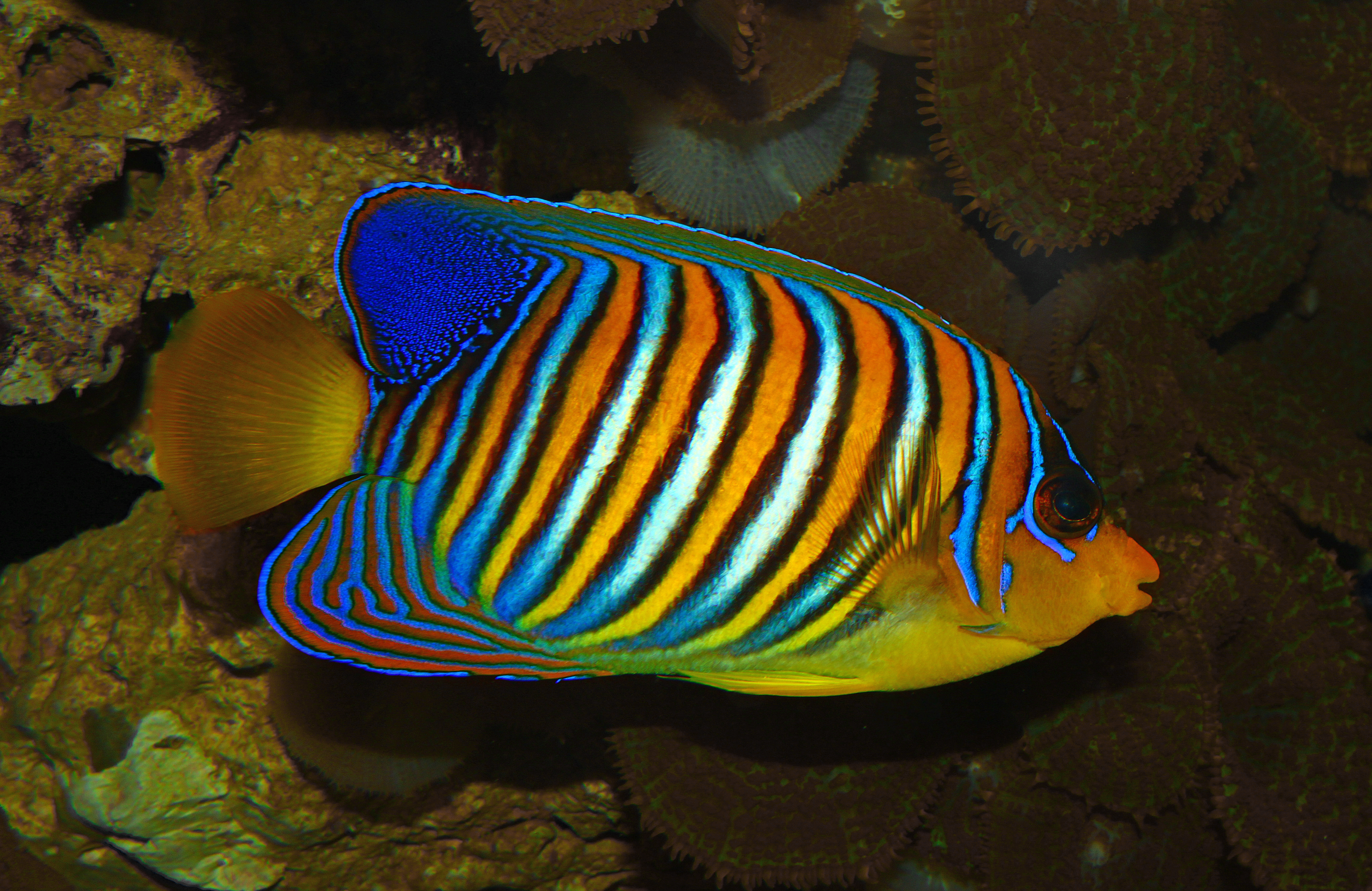
紅海産

全長は20 - 25cm。体は側扁した楕円形で、背鰭は14棘17 - 19軟条から、臀鰭は3棘17 - 19軟条から、胸鰭は16 -17軟条から成る。眼前骨は凸状で、棘は無い。前鰓蓋骨に鋭い棘を一本持つ。体色は黄色がかったオレンジ色で、頭部から尾柄にかけ、黒く縁どられた青みがかった白色の横縞をもつ。背鰭後方は青色の細かい網目模様になっている。臀鰭には黄色と青色の縞模様がある。腹鰭と尾鰭は黄色く、胸鰭は条が黄色。目の周りは暗色。幼魚の体色はオレンジ色で、背鰭には黒い眼状紋がある。地域によって体色や模様に変異がある。研究によって本種には2つの形態があり、それらが重なる場所はクリスマス島と分かった。

## 分布・生態
インド太平洋に広く分布し、分布域は東アフリカと紅海・モルディブなどインド洋からトゥアモトゥ諸島、ニューカレドニア、グレートバリアリーフまで広がり、北は台湾近海から琉球列島、小笠原諸島まで見られる。
水深48m以浅のラグーンやサンゴ礁に生息し、洞窟でもよく見られる。単独またはペアで生活し、海綿動物や尾索動物などの付着生物を餌とする。幼魚は洞窟にいることが多い。
寿命は15年。産卵は夕方から夜にかけて行われ、卵と精子を放出する前に螺旋状に泳ぐ。

## 人との関わり
本種は食用にはされず、サンゴを食べないため観賞魚として人気である。しかし飼育は難しい。